# Jean Butez
Jean Butez (ur. 8 czerwca 1995 w Lille) – francuski piłkarz grający na pozycji bramkarza. Od 2025 jest zawodnikiem klubu Como.

## Kariera piłkarska
Swoją karierę piłkarską Butez rozpoczął w 2001 roku w klubie FC Merris. W 2003 roku został członkiem szkółki piłkarskiej Lille OSC. W 2013 roku zaczął grać w rezerwach tego klubu. Zadebiutował w nich 13 kwietnia 2013 przegranym 1:3 wyjazdowym meczu z Poissy AS. W rezerwach Lille grał do końca sezonu 2016/2017.
W 2018 roku Butez został wypożyczony do belgijskiego Royal Excel Mouscron. Zadebiutował w nim 30 lipca 2017 w wygranym 1:0 wyjazdowym meczu z KV Oostende. W 2018 roku został wykupiony przez klub z Mouscron.
Latem 2020 roku Butez przeszedł do innego belgijskiego klubu Royal Antwerp FC. Swój debiut w Royalu zaliczył 8 sierpnia 2020 w zremisowanym 0:0 domowym meczu z Mouscronem.
| Sezon   | Klub                 | Kraj    | Rozgrywki       | Mecze | Gole |
| ------- | -------------------- | ------- | --------------- | ----- | ---- |
| 2012/13 | Lille OSC B          | Francja | CFA 2           | 4     | 0    |
| 2013/14 | Lille OSC B          | Francja | CFA 2           | 8     | 0    |
| 2014/15 | Lille OSC B          | Francja | CFA 2           | 28    | 0    |
| 2015/16 | Lille OSC B          | Francja | CFA 2           | 18    | 0    |
| 2016/17 | Lille OSC B          | Francja | CFA 2           | 23    | 0    |
| 2017/18 | Royal Excel Mouscron | Belgia  | Eerste klasse A | 8     | 0    |
| 2018/19 | Royal Excel Mouscron | Belgia  | Eerste klasse A | 24    | 0    |
| 2019/20 | Royal Excel Mouscron | Belgia  | Eerste klasse A | 16    | 0    |
| 2020/21 | Royal Antwerp FC     | Belgia  | Eerste klasse A | 24    | 0    |